# 北綾瀬駅
北綾瀬駅（きたあやせえき）は、東京都足立区谷中二丁目にある、東京地下鉄（東京メトロ）千代田線の駅である。駅番号はC 20。同路線の起点である。足立区最東端の駅。

## 歴史
千代田線開業当初から需要増があった場合に綾瀬車両基地への引き込み線上に新駅を設置する予定があった。建設当初は周辺の人口密度が低く、需要も少なかったので駅の設置はなされなかったが、本線開業後、急速に宅地開発が進み人口が増加したことで、沿線住民から駅設置の要望が強く出されるようになったため建設に至った。このような経緯で作られた駅は、このほかにもJR西日本博多南線の博多南駅がある。輸送需要の予測から、当初は3両編成による区間運転とされた。

### 年表
- 1969年（昭和44年）12月：綾瀬車庫への車両の出入庫を取扱う信号所として開設[2]。
- 1978年（昭和53年）
  - 9月1日：運輸省が駅設置を認可[6]。
  - 12月12日：駅名を「北綾瀬駅」に決定[3]。
- 1979年（昭和54年）
  - 2月：当駅の工事に着手[7]。
  - 12月20日：開業[3]。
- 2002年（平成14年）3月23日：ホームドアの使用を開始（設置は同年2月15日[8]）[9]。
- 2004年（平成16年）4月1日：帝都高速度交通営団（営団地下鉄）民営化に伴い、当駅は東京地下鉄（東京メトロ）に継承される[10]。
- 2007年（平成19年）3月18日：ICカード「PASMO」の利用が可能となる[11]。
- 2008年（平成20年）9月12日：ホーム屋根上に太陽光発電システムを導入（2021年5月16日に増設[12]）[13]。
- 2018年（平成30年）10月27日：発車メロディを導入。
- 2019年（平成31年）3月16日：ホームを10両編成分へ延長し、代々木上原方面へ直通の10両編成の列車の乗り入れ開始[14][15]。同時に5番出入口及び南改札の供用を開始（従前の改札は中央改札に改称）[14]。
- 2020年（令和2年）12月19日：1番出入口及び北改札の供用を開始[16]。
- 2021年（令和3年）　
  - 3月30日：高架下商業施設「M'av 北綾瀬 Lieta（マーヴ 北綾瀬 リエッタ）」が第1期開業[17]。
  - 6月30日：高架下商業施設「M'av 北綾瀬 Lieta（マーヴ 北綾瀬 リエッタ）」が第2期開業[18]。
- 2025年（令和7年）
  - 6月19日：駅前交通広場の供用を開始[19]。
  - 6月20日：6番出入口及びペデストリアンデッキの供用を開始[19]。

## 駅構造
環七通りの南側に設置された単式ホーム1面1線を有する高架駅。線路は複線だが、ホームは西側の線路のみに設置されている。そのため、回送列車としては双単線と見做すこともできる。改札口はホーム上の2か所、地上部の1か所の計3か所ある。
東京メトロの駅では数少ない、ほかの鉄道路線との接続がない単独終端駅である（メトロではこのほかに丸ノ内線の方南町駅が該当）。
開業時のホーム有効長は3両編成分であり、当駅からは綾瀬駅までの区間運転の列車のみ運転されていた。しかし、2015年6月8日より大規模な駅改良工事に着手し、ホームの延伸（綾瀬駅方面に135 m延伸）やコンコースの改修・出入口の新設などを行い、2019年3月16日のダイヤ改正より代々木上原方面からの10両編成の列車が発着できるようになっている。3両編成の列車はホームの北側（車両基地寄り）に停車するため、南改札・5番出入口からはやや距離が開く形となる。
2002年3月23日から開始された支線でのワンマン運転に合わせ、当初は3両編成分の可動式ホーム柵が設置されたが、ホームの10両化に伴い全面的に更新が行われ、10両分に拡張された。

### のりば
| 番線 | 路線     | 行先     |
| ---- | -------- | -------- |
| 1    | 千代田線 | 綾瀬方面 |

（出典：東京メトロ:構内図）

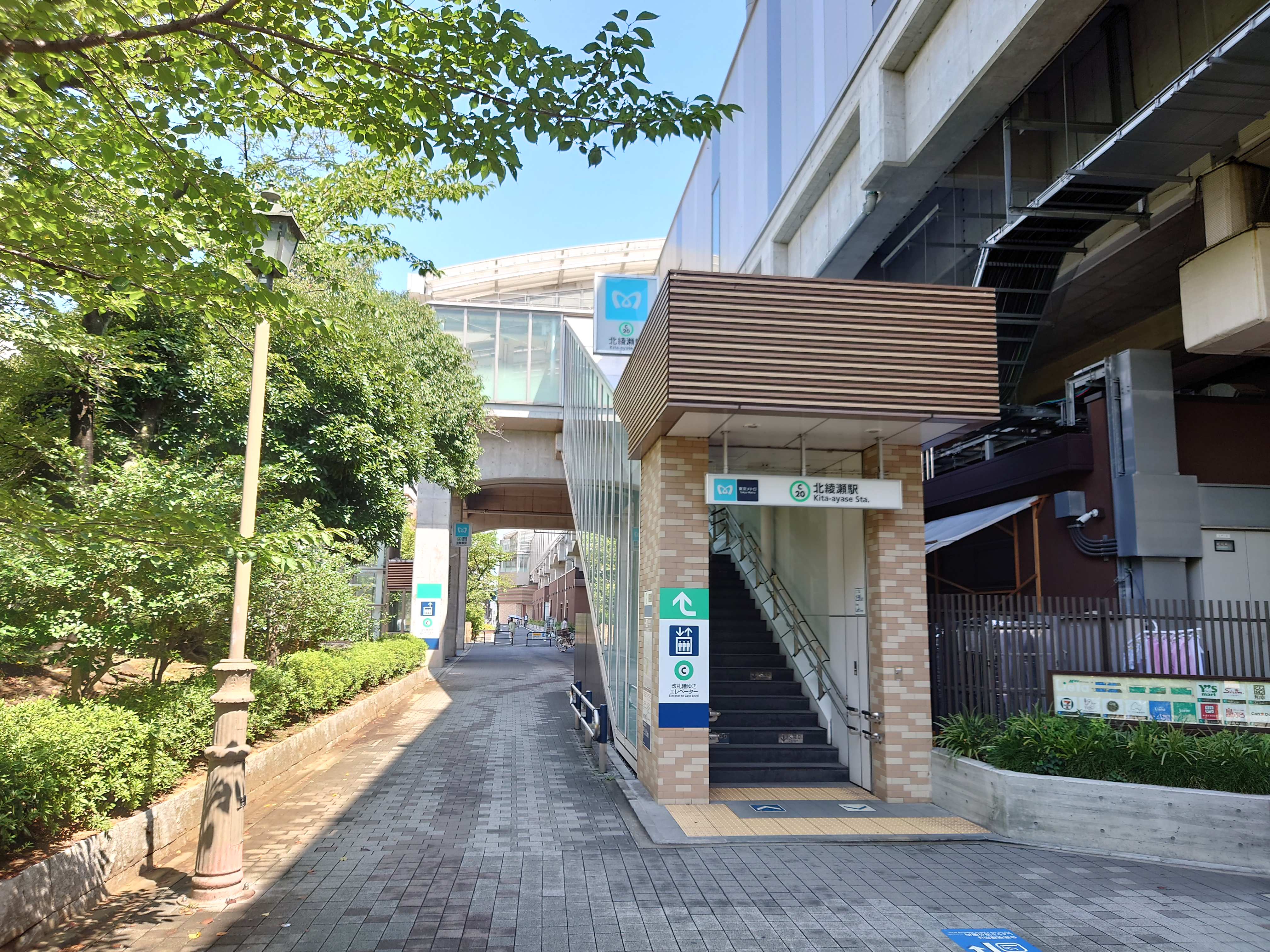
しょうぶ沼公園方面5番出入口（2024年8月25日撮影）
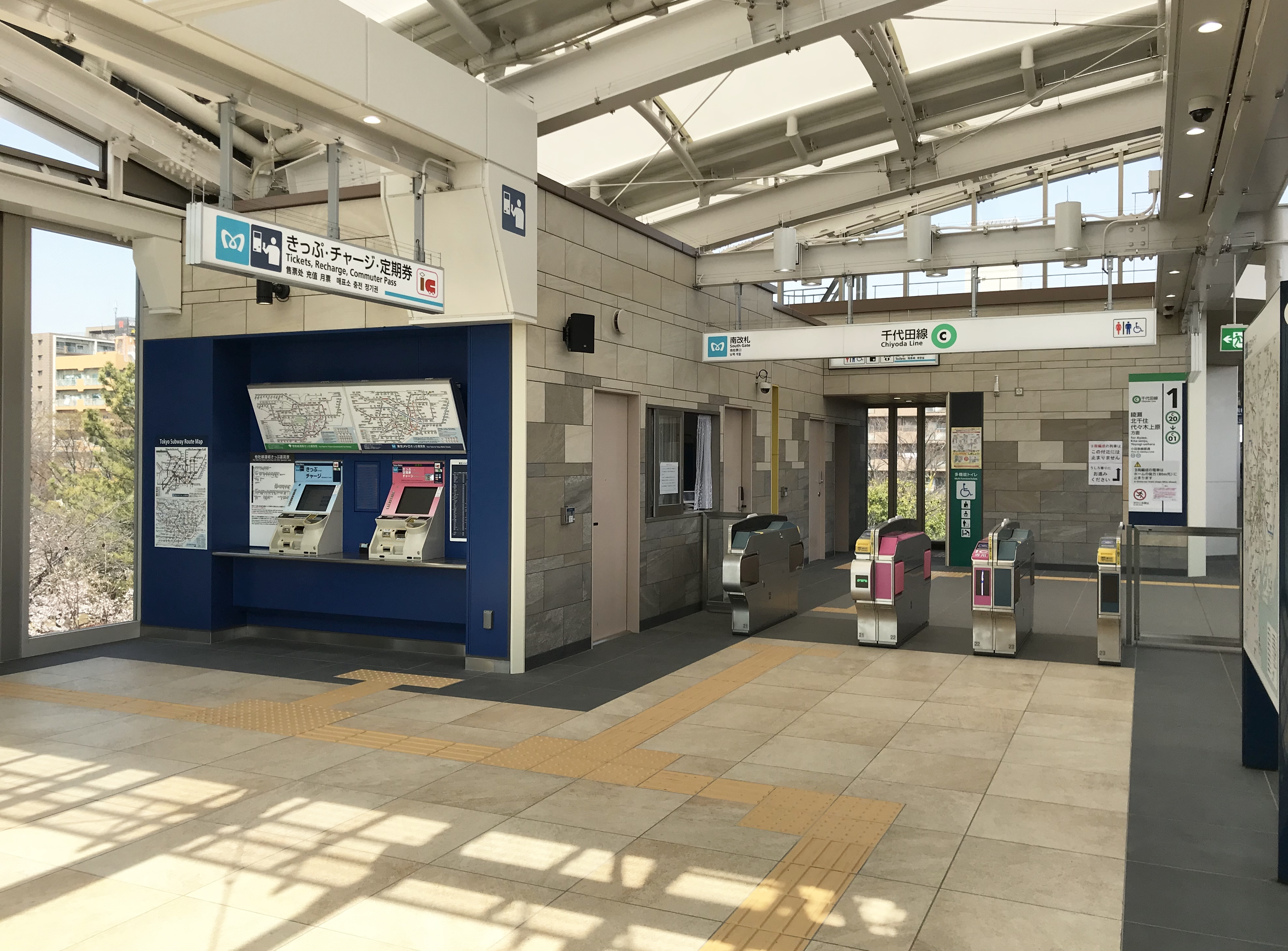
南改札（2019年3月27日撮影）
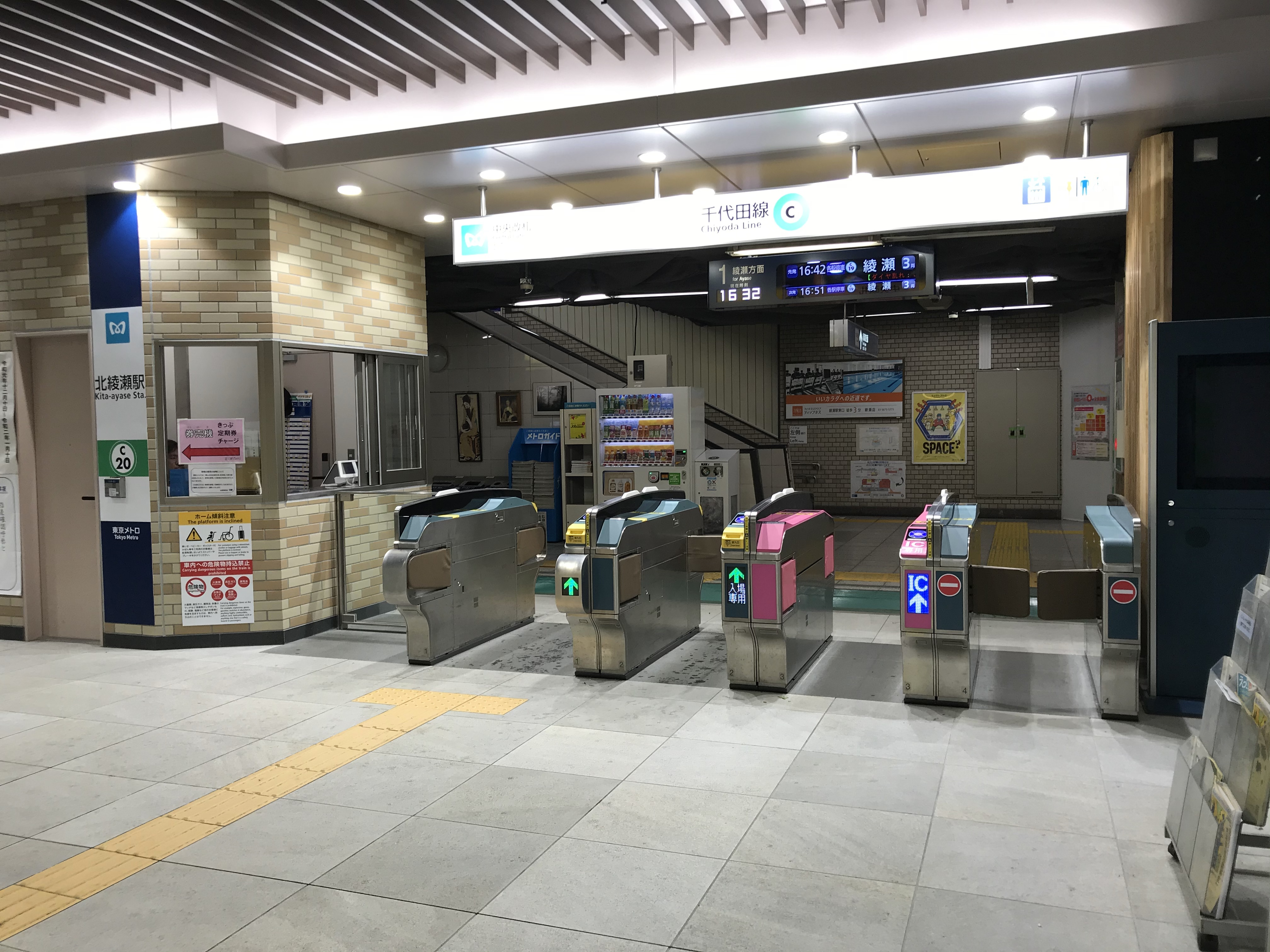
中央改札（2019年12月22日撮影）
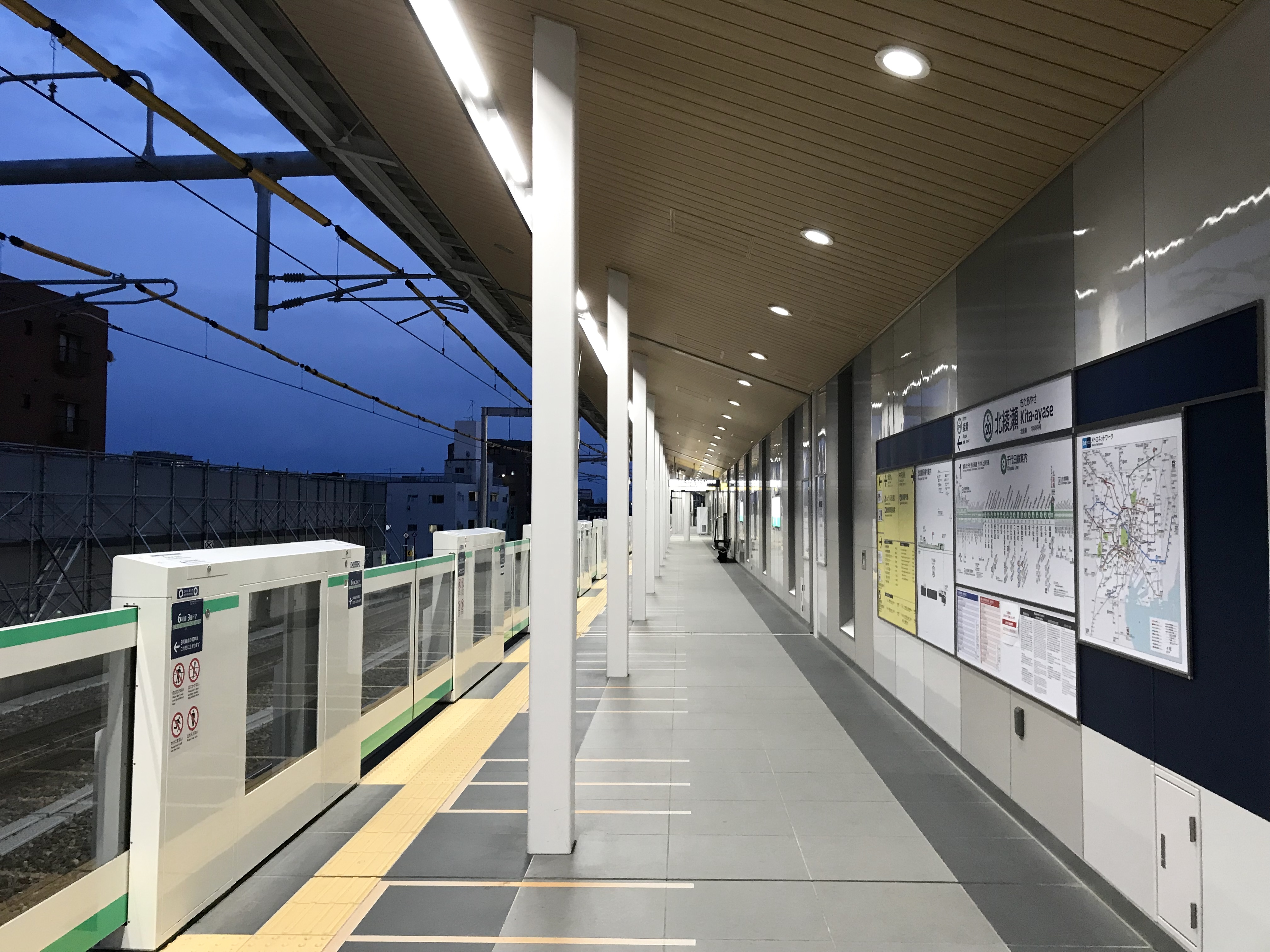
1番線ホーム（延伸部、2019年5月4日撮影）
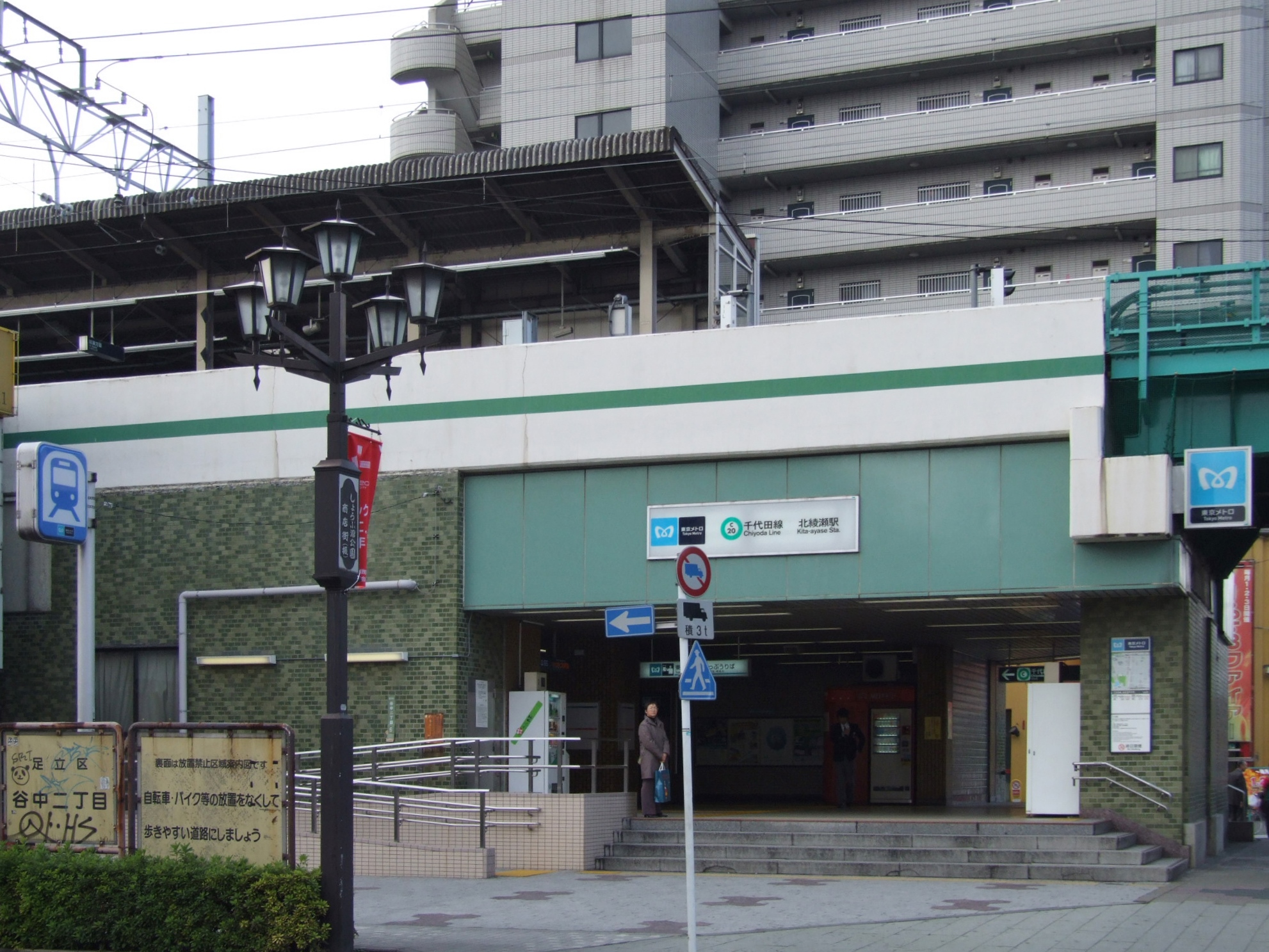
旧駅舎（2007年12月1日撮影）
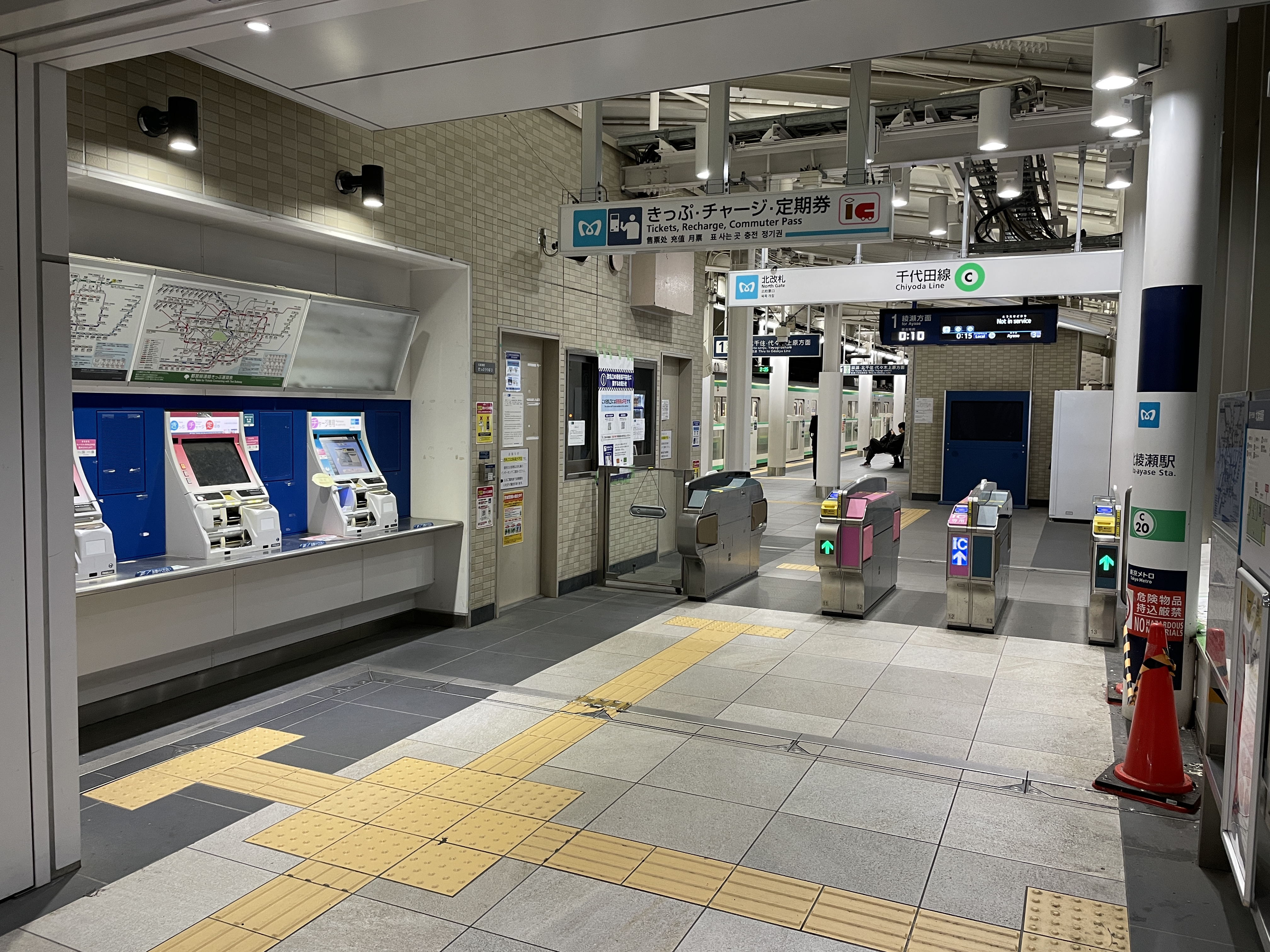
北改札（2025年4月18日撮影）

### 発車メロディ
2018年10月27日からスイッチ制作の発車メロディ（発車サイン音）を使用している。
曲は「千歳緑」（福嶋尚哉作曲）である。

## 利用状況
2024年度の1日平均乗降人員は43,371人であり、東京メトロ全130駅中82位。
2014年3月15日のダイヤ改正で日中の運転本数が毎時4本から毎時6本に増発され、2019年からは新たに代々木上原方面への直通電車が終日設定されており、乗降人員は増加傾向にある。
開業以降の1日平均乗降・乗車人員の推移は下表のとおりである。

### 1日平均乗車人員（1979年 - 2000年）
| 1日平均乗車人員推移（営団） （1971年 - 2000年） | 1日平均乗車人員推移（営団） （1971年 - 2000年） | 1日平均乗車人員推移（営団） （1971年 - 2000年） |
| 年度                                            | 乗車人員                                        | 出典                                            |
| ----------------------------------------------- | ----------------------------------------------- | ----------------------------------------------- |
| 1979年（昭和54年）                              | 4,114                                           | [ * 1 ]                                         |
| 1980年（昭和55年）                              | 5,008                                           | [ * 2 ]                                         |
| 1981年（昭和56年）                              | 6,010                                           | [ * 3 ]                                         |
| 1982年（昭和57年）                              | 6,724                                           | [ * 4 ]                                         |
| 1983年（昭和58年）                              | 7,558                                           | [ * 5 ]                                         |
| 1984年（昭和59年）                              | 8,234                                           | [ * 6 ]                                         |
| 1985年（昭和60年）                              | 8,781                                           | [ * 7 ]                                         |
| 1986年（昭和61年）                              | 9,531                                           | [ * 8 ]                                         |
| 1987年（昭和62年）                              | 10,381                                          | [ * 9 ]                                         |
| 1988年（昭和63年）                              | 10,997                                          | [ * 10 ]                                        |
| 1989年（平成元年）                              | 11,155                                          | [ * 11 ]                                        |
| 1990年（平成02年）                              | 11,592                                          | [ * 12 ]                                        |
| 1991年（平成03年）                              | 11,976                                          | [ * 13 ]                                        |
| 1992年（平成04年）                              | 12,394                                          | [ * 14 ]                                        |
| 1993年（平成05年）                              | 12,515                                          | [ * 15 ]                                        |
| 1994年（平成06年）                              | 12,407                                          | [ * 16 ]                                        |
| 1995年（平成07年）                              | 12,883                                          | [ * 17 ]                                        |
| 1996年（平成08年）                              | 12,638                                          | [ * 18 ]                                        |
| 1997年（平成09年）                              | 12,580                                          | [ * 19 ]                                        |
| 1998年（平成10年）                              | 12,618                                          | [ * 20 ]                                        |
| 1999年（平成11年）                              | 12,368                                          | [ * 21 ]                                        |
| 2000年（平成12年）                              | 12,343                                          | [ * 22 ]                                        |

### 1日平均乗車人員・乗降人員（2001年以降）
| 1日平均乗降人員・乗車人員推移（営団／東京メトロ） （2001年以降） | 1日平均乗降人員・乗車人員推移（営団／東京メトロ） （2001年以降） | 1日平均乗降人員・乗車人員推移（営団／東京メトロ） （2001年以降） | 1日平均乗降人員・乗車人員推移（営団／東京メトロ） （2001年以降） |
| 年度                                                             | 乗降人員                                                         | 乗車人員                                                         | 出典                                                             |
| ---------------------------------------------------------------- | ---------------------------------------------------------------- | ---------------------------------------------------------------- | ---------------------------------------------------------------- |
| 2001年（平成13年）                                               | 24,387                                                           | 12,511                                                           | [ * 23 ]                                                         |
| 2002年（平成14年）                                               | 24,182                                                           | 12,330                                                           | [ * 24 ]                                                         |
| 2003年（平成15年）                                               | 24,291                                                           | 12,372                                                           | [ * 25 ]                                                         |
| 2004年（平成16年）                                               | 24,216                                                           | 12,198                                                           | [ * 26 ]                                                         |
| 2005年（平成17年）                                               | 24,399                                                           | 12,234                                                           | [ * 27 ]                                                         |
| 2006年（平成18年）                                               | 24,237                                                           | 12,206                                                           | [ * 28 ]                                                         |
| 2007年（平成19年）                                               | 24,951                                                           | 12,669                                                           | [ * 29 ]                                                         |
| 2008年（平成20年）                                               | 25,227                                                           | 12,857                                                           | [ * 30 ]                                                         |
| 2009年（平成21年）                                               | 25,197                                                           | 12,876                                                           | [ * 31 ]                                                         |
| 2010年（平成22年）                                               | 25,569                                                           | 13,024                                                           | [ * 32 ]                                                         |
| 2011年（平成23年）                                               | 25,225                                                           | 12,834                                                           | [ * 33 ]                                                         |
| 2012年（平成24年）                                               | 25,215                                                           | 12,821                                                           | [ * 34 ]                                                         |
| 2013年（平成25年）                                               | 25,880                                                           | 13,143                                                           | [ * 35 ]                                                         |
| 2014年（平成26年）                                               | 26,588                                                           | 13,479                                                           | [ * 36 ]                                                         |
| 2015年（平成27年）                                               | 27,878                                                           | 14,123                                                           | [ * 37 ]                                                         |
| 2016年（平成28年）                                               | 29,278                                                           | 14,824                                                           | [ * 38 ]                                                         |
| 2017年（平成29年）                                               | 30,869                                                           | 15,625                                                           | [ * 39 ]                                                         |
| 2018年（平成30年）                                               | 33,383                                                           | 16,879                                                           | [ * 40 ]                                                         |
| 2019年（令和元年）                                               | 37,943                                                           | 19,164                                                           | [ * 41 ]                                                         |
| 2020年（令和02年）                                               | 31,000                                                           |                                                                  |                                                                  |
| 2021年（令和03年）                                               | 33,456                                                           |                                                                  |                                                                  |
| 2022年（令和04年）                                               | 37,167                                                           |                                                                  |                                                                  |
| 2023年（令和05年）                                               | 40,648                                                           |                                                                  |                                                                  |
| 2024年（令和06年）                                               | 43,371                                                           |                                                                  |                                                                  |

## 駅周辺
2025年6月に駅北側に商業施設「ららテラス北綾瀬」が開業し、同時に交通広場やペデストリアンデッキが整備された。
- M'av 北綾瀬 Lieta
- ららテラス北綾瀬
- 警視庁綾瀬警察署
- 東京都下水道局中川水再生センター
- 綾瀬循環器病院
- しょうぶ沼公園
- 足立谷中郵便局
- スーパーベルクス足立加平店
- コジマ×ビックカメラ足立加平店
- 環七・加平ハウジングギャラリー
- 環七通り
- 加平出入口・加平パーキングエリア - 首都高速6号三郷線
- 首都圏新都市鉄道つくばエクスプレス青井駅（西へ徒歩15分）
- 東京地下鉄綾瀬車両基地（綾瀬工場・綾瀬検車区）

## バス路線
北綾瀬駅前交通広場の整備完了に伴い、2025年6月21日より路線バスが乗り入れを開始した。停留所名は「北綾瀬駅」である。
| 乗場 | 運行会社           | 系統         | 行先                   | 備考                           |
| ---- | ------------------ | ------------ | ---------------------- | ------------------------------ |
| 1    | 東武バスセントラル | 綾21・北綾22 | 八潮駅北口・六ツ木都住 | 北綾22は当停留所始発。         |
| 1    | 東武バスセントラル | 北綾39       | 葛飾車庫               | 当停留所始発。1日1本のみ運行。 |
| 1    | 東武バスセントラル | 王30・足35   | 亀有駅北口             | 1日数本のみ運行。              |
| 1    | 東武バスセントラル | 王30         | 王子駅                 | 1日数本のみ運行。              |
| 1    | 東武バスセントラル | 足35         | 足立区役所             | 1日1本、平日のみ運行。         |
| 2    | 朝日自動車         | はるかぜ2号  | 八潮駅南口・六ツ木都住 | 日中のみ当停留所に停車。       |
| 2    | 朝日自動車         | はるかぜ2号  | 綾瀬駅東口             | 日中のみ当停留所に停車。       |
| 3    | 東武バスセントラル | 竹17-2       | 竹の塚駅東口           | 当停留所始発。日中のみ運行。   |

綾21 綾瀬駅行きは当停留所には停車しない。駅東方200メートルにある「上谷中町」停留所から利用可能。
はるかぜ2号は、朝夕時間帯は駅東方150メートルの「上谷中町」交差点南にある「北綾瀬駅入口」停留所から利用可能。

## その他
- 当駅 - 北千住駅間とJR常磐線南千住駅・三河島駅方面に跨って利用する場合、運賃計算上の接続駅は綾瀬駅となる。
- メトロセブンが当駅を通る構想がある。エイトライナーも参照のこと。

## 隣の駅
東京地下鉄（東京メトロ）
 千代田線
綾瀬駅 (C 19) - 北綾瀬駅 (C 20)